# 朋素克喇布坦
朋素克喇布坦（？—1712年），《清实录》又记为彭楚克喇卜滩，清朝蒙古王公，喀尔喀札萨克图汗部人，博尔济吉特氏，萨玛第之子。
康熙二十五年（1686年），嗣号额尔德尼济农，遣使入贡清朝，康熙帝命他调解成衮和土谢图汗察珲多尔济的关系。康熙三十年（1691年），他到多伦会盟，除掉济农号，封札萨克多罗郡王。康熙三十六年（1697年），担任盟长。其子格哷克延丕勒成为札萨克图汗。

## 世系
格哷森札札赉尔—阿什海—赉瑚尔—素巴第—诺尔布—成衮—策妄扎布

格哷森札札赉尔—诺颜泰—土伯特—崆奎—济农陀音—萨玛第—朋素克喇布坦—格哷克延丕勒